# Adenauer-Schuman-Gedenkzeichen

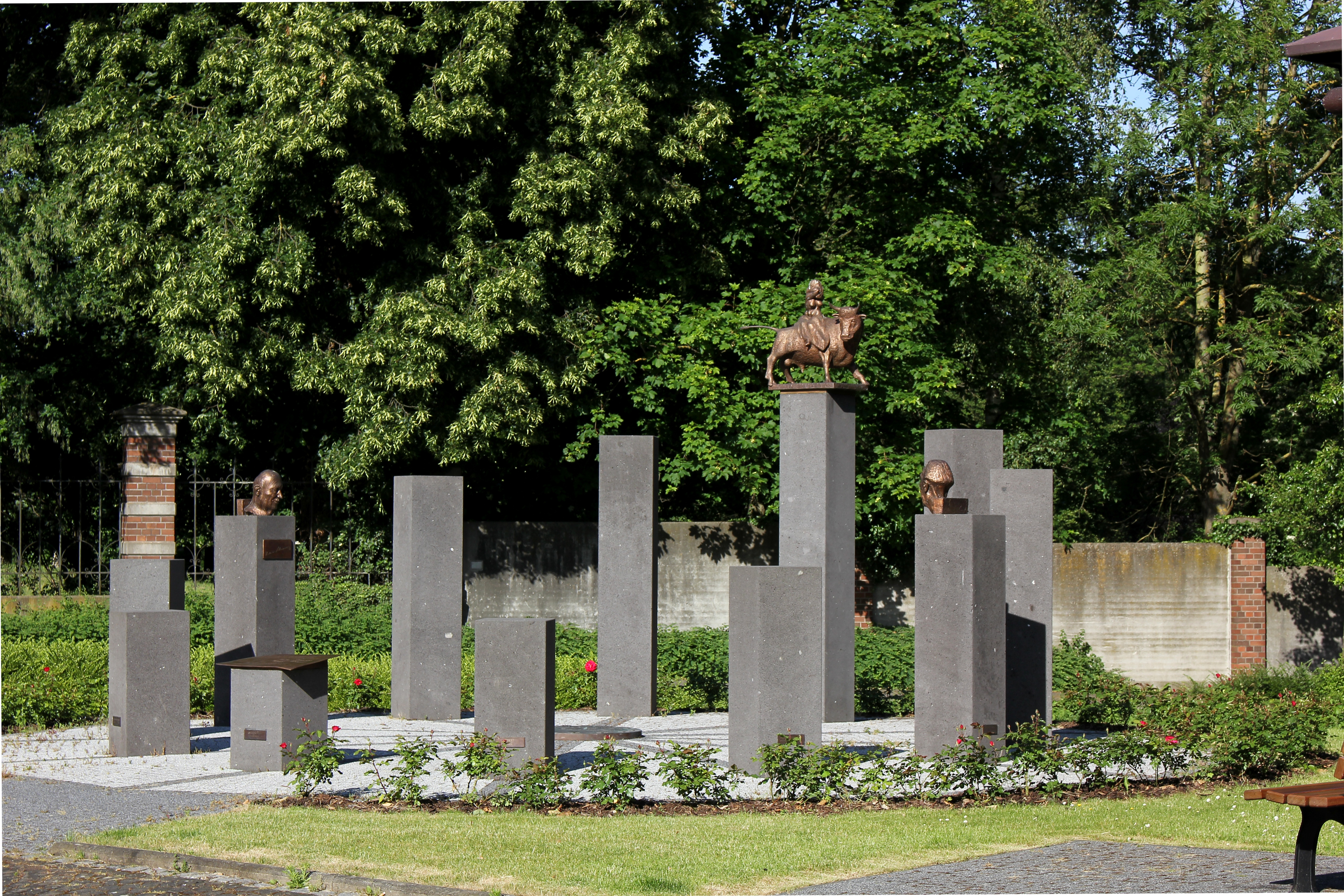
Adenauer-Schuman-Gedenkzeichen in Bassenheim

Das Adenauer-Schuman-Gedenkzeichen in Bassenheim erinnert an die dortige Begegnung des französischen Außenministers Robert Schuman und des späteren deutschen Bundeskanzlers Konrad Adenauer im Oktober 1948. Dieses Treffen gilt als Beginn einer neuen Epoche nach dem Zweiten Weltkrieg.

## Geschichte
Konrad Adenauer, Vorsitzender der CDU in der britischen Besatzungszone und Präsident des am 1. September 1948 eröffneten Parlamentarischen Rats, war bestrebt, eine Grundlage für die Hinführung der noch nicht gegründeten Bundesrepublik Deutschland an die Staaten Westeuropas zu schaffen. Dazu wollte er sich mit einem französischen Staatsmann treffen.
Am 8. und 9. Oktober 1948 traf sich Adenauer mit Robert Schuman in der Burg der Grafen von Bassenheim zu geheimen Gesprächen, über die er in seinen „Erinnerungen“ 1965 unter anderem schrieb: „Im Oktober 1948 war ich mit Robert Schuman, dem damaligen Außenminister Frankreichs, das erste Mal zusammengetroffen. Ich hatte mit ihm ein sehr vertrauliches Gespräch geführt, das hauptsächlich die Saarfrage berührte. Schuman ließ in diesem Gespräch durchblicken, daß Frankreich hinsichtlich der Saar die Rückkehr zu Deutschland als im Bereich des Möglichen sehe. Worauf es Frankreich ankomme, sei die Sicherung seiner wirtschaftlichen Interessen.“
Dass das Treffen in dem kleinen Ort Bassenheim stattfand, kam daher, dass seit 1945 in der Burg im Schlosspark der französische Gouverneur General Claude Hettier de Boislambert residierte. Später schrieb Boislambert: „Es waren Gespräche, die Folgen hatten.“

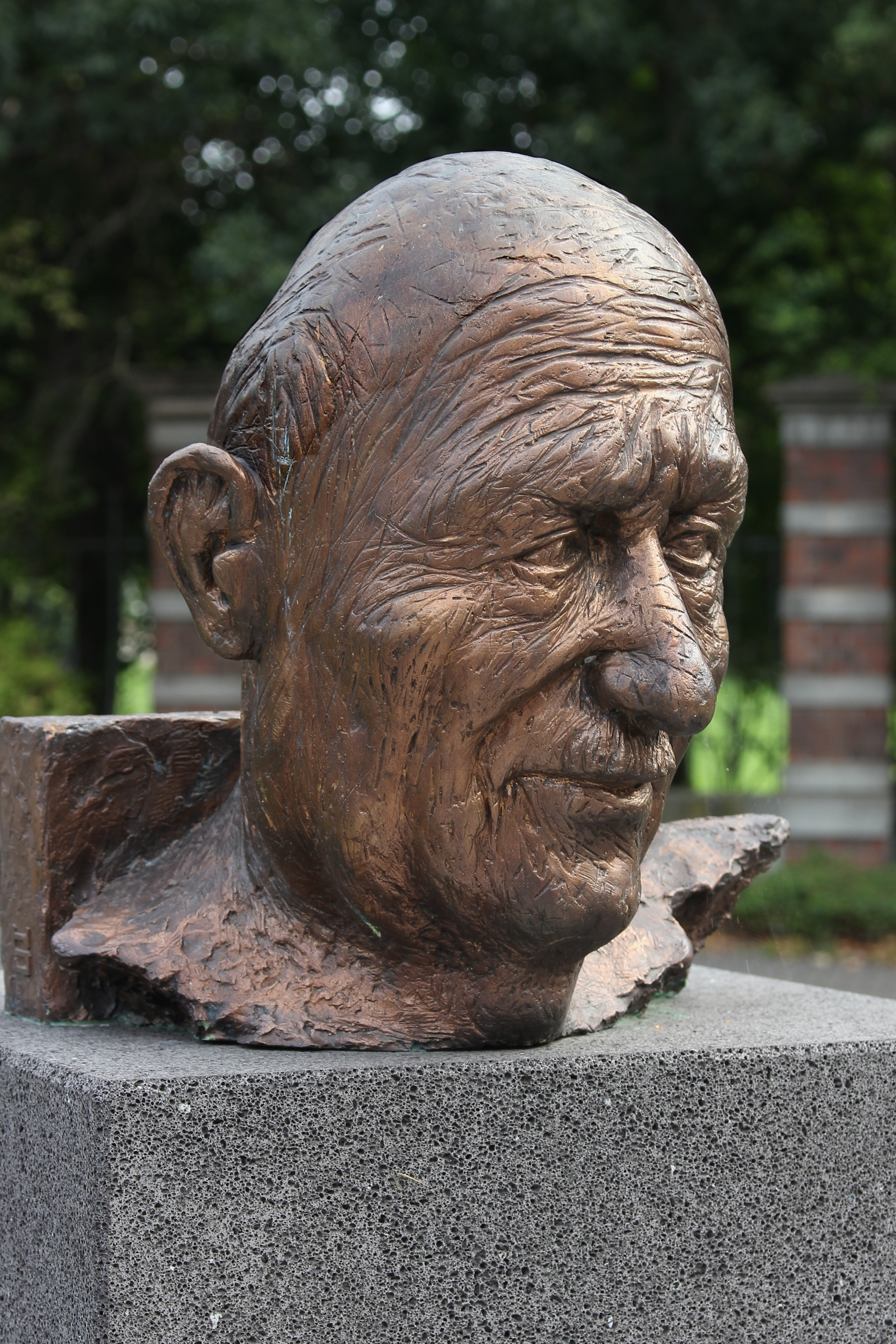
Robert Schuman
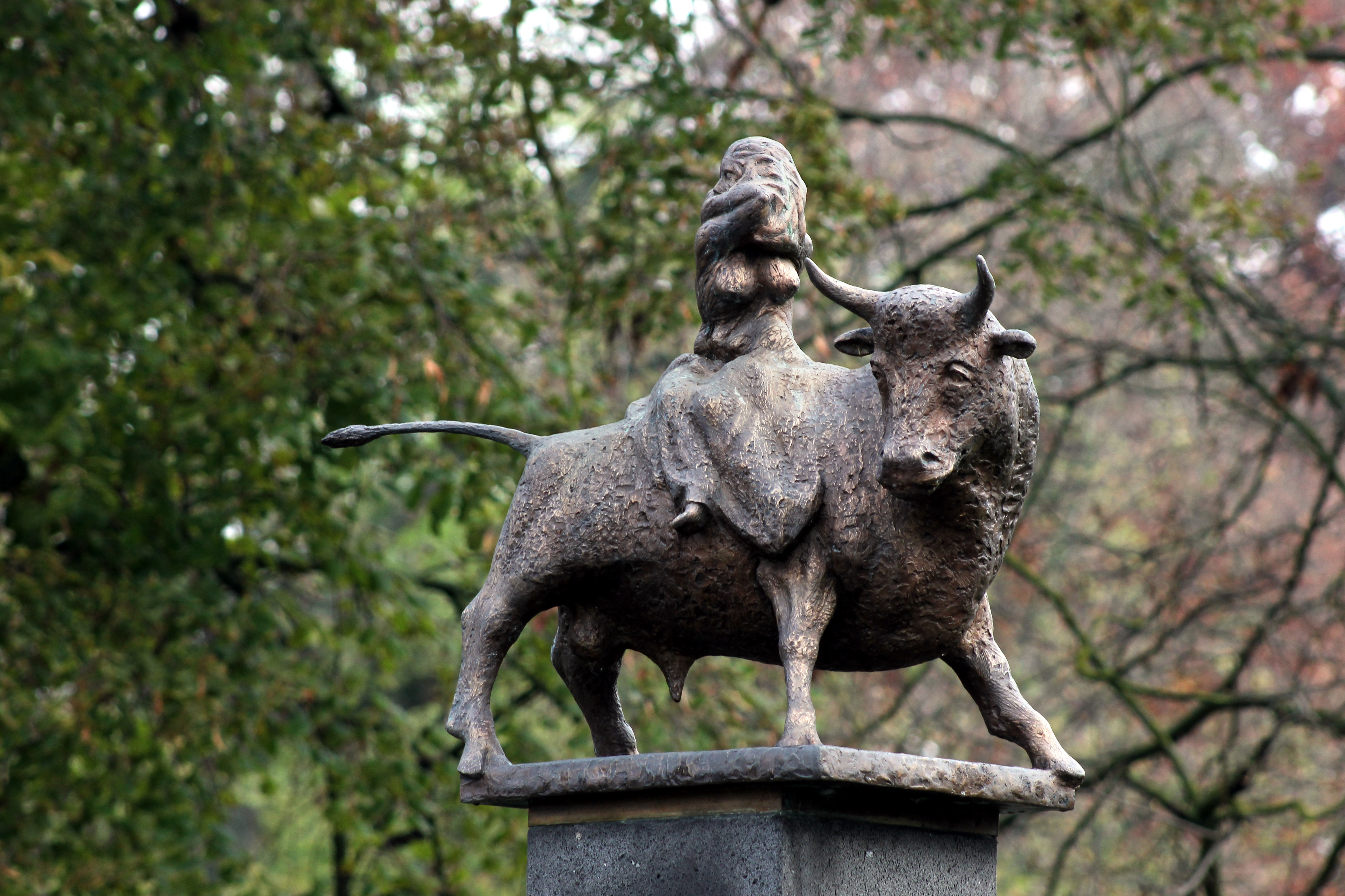
Europa
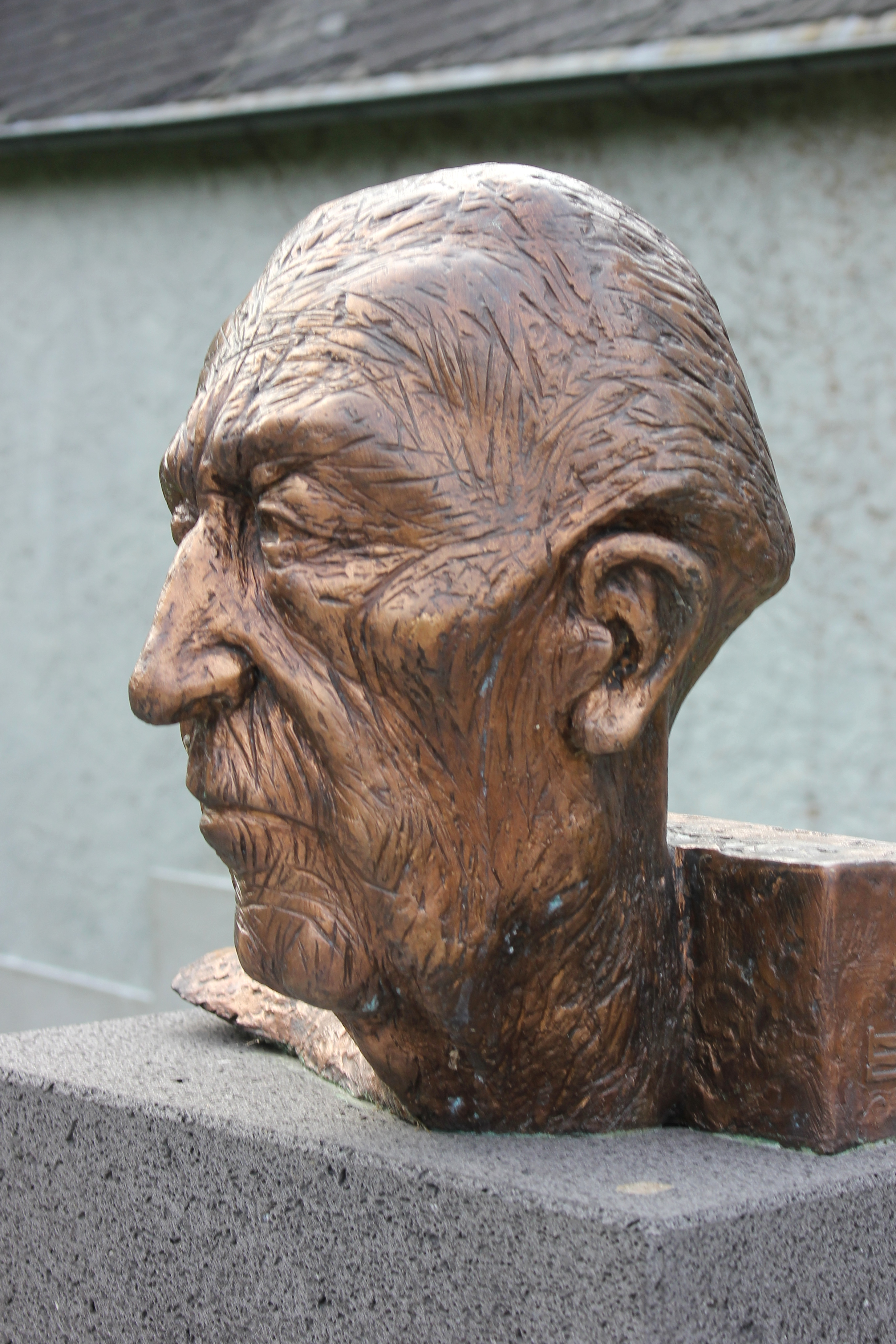
Konrad Adenauer

## Denkmal der deutsch-französischen Annäherung

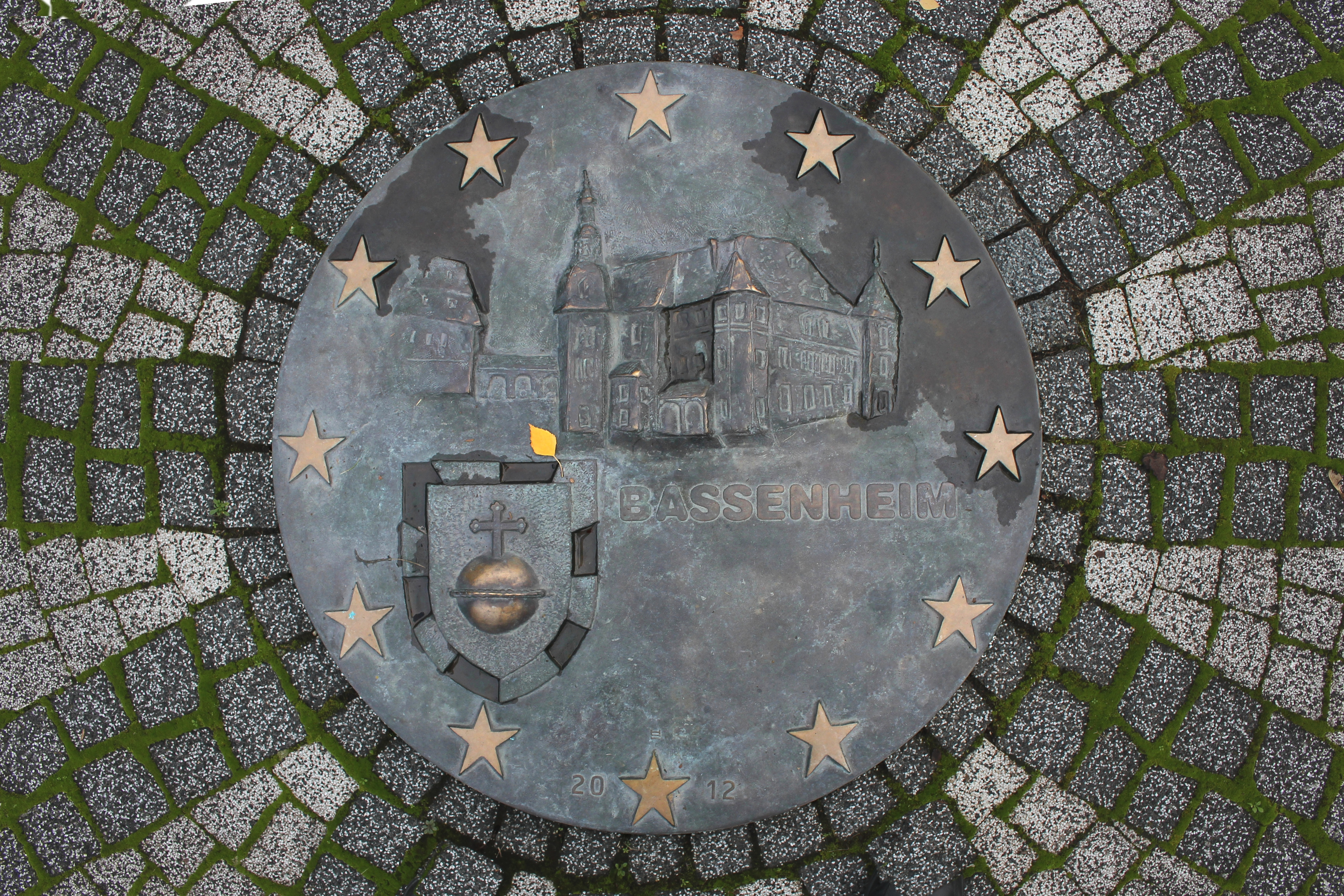
Plakette mit der Burg und dem Wappen von Bassenheim, umgeben von den 12 Sternen der Europaflagge

Erst 17 Jahre später erfuhr die Öffentlichkeit durch Adenauers „Erinnerungen“ von der Begegnung, über die Ministerpräsident Kurt Beck in der Feier zur Einweihung des Adenauer-Schuman-Gedenkzeichens am 17. Juni 2012 unter anderem sagte: „Dies war ein wichtiger Baustein auf dem Weg der deutsch-französischen Annäherung. Das Adenauer-Schuman-Gedenkzeichen ist ein würdiges Denkmal, um an diesen Tag zu erinnern.“
Das Denkmal ist ein Werk des Thüringer Bildhauers Harald Stieding. Auf einem Zwölfeck am Walpotplatz stehen – angelehnt an die Zahlensymbolik der Bibel – zwölf unterschiedlich hohe Stelen aus Basalt, die die Gesamtheit der europäischen Länder und mit dem stufenweisen Ansteigen von 60 Zentimeter auf 2,40 Meter den nie endenden Prozess der Entwicklung Europas symbolisieren. Auf zwei dieser Stelen, jeweils 1,50 Meter hoch, stehen sich die Bronzebüsten Konrad Adenauers und Robert Schumans gegenüber. In der Mitte der Anlage liegt ein großes Bronze-Medaillon mit dem Bassenheimer Wappen und der Bassenheimer Burg, umgeben von den zwölf Sternen der Europaflagge.
Alles überragender Punkt im Kreis der Stelen ist ein Bild der griechischen Mythologie: der in einen Stier verwandelte Göttervater Zeus mit Europa, der Tochter des phönizischen Königs Agenor, nach der der Erdteil benannt wurde. Wie die beiden Büsten ist diese Skulptur aus heller Bronze gegossen.
Hauptinitiatoren zur Errichtung des Adenauer-Schuman-Gedenkzeichens waren der frühere Bürgermeister von Bassenheim, Theobald Groß († 2019), Cord Michael Sander und Josef Seul.

## Anmerkung
1. ↑  Einige Quellen nennen den 10. Oktober 1948 als Datum der Gespräche.
2. ↑  Der Walpotplatz ist nach der einstigen Herrschaft von Bassenheim, den Grafen Walpot oder Waldbott von Bassenheim, benannt.